# Андрющенко Євгенія Данилівна
Євгенія Данилівна Андрющенко (нар. 7 січня 1924, Заруддя, Полтавська область) — лікар-терапевт, заслужений лікар УРСР (1969). Кавалер орденів Знак Пошани, Трудового Червоного Прапора, Вітчизняної війни II ступеня.

## Життєпис
Євгенія Данилівна Андрющенко народилася 7 січня 1924 року в селі Заруддя, Полтавської області.
1948 року закінчила Харківський медичний інститут. Після закінчення інституту працювала терапевтом, завідувачем терапевтичним відділенням у місті Шахтарськ Донецької області. З 1950 року — заступник головного лікаря Сумської обласної лікарні. У 1962—1985 роках — головний терапевт Сумського облздороввідділу, одночасно — ординатор терапевтичного та кардіологічного відділень. У 1985—1992 роках — лікар кабінету функціональної діагностики Сумської обласної лікарні.
За час роботи в системі охорони здоров'я з ініціативи Андрющенко були створені кардіологічні бригади станції швидкої допомоги Сум, відділення реабілітації при Сумській центральній районній лікарні, кардіологічний центр при Сумській міській лікарні №1, започатковано профогляди з метою виявлення ранніх стадій серцевих захворювань.